# Pozdní antika

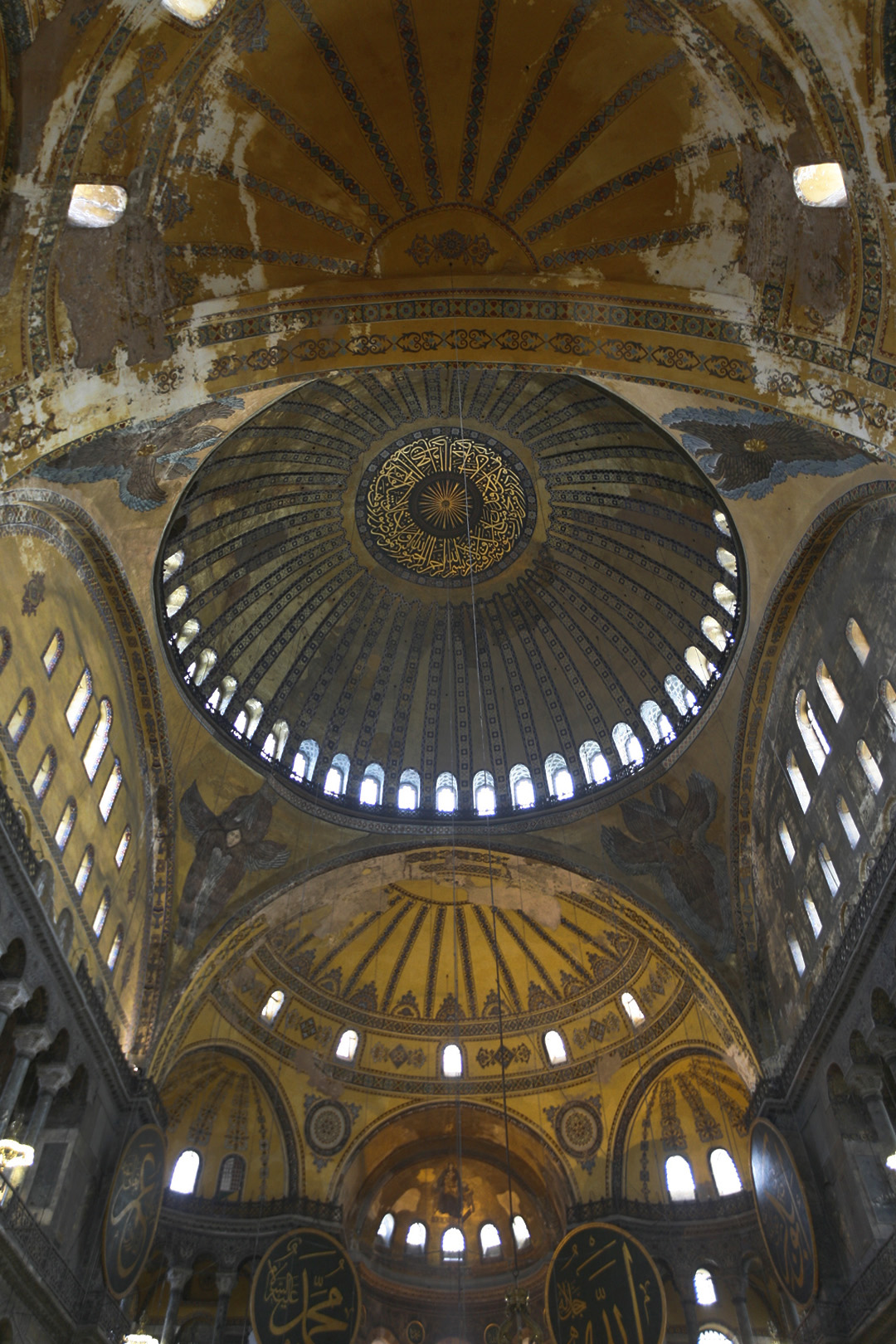
Kupole chrámu Hagia Sofia v Konstantinopoli

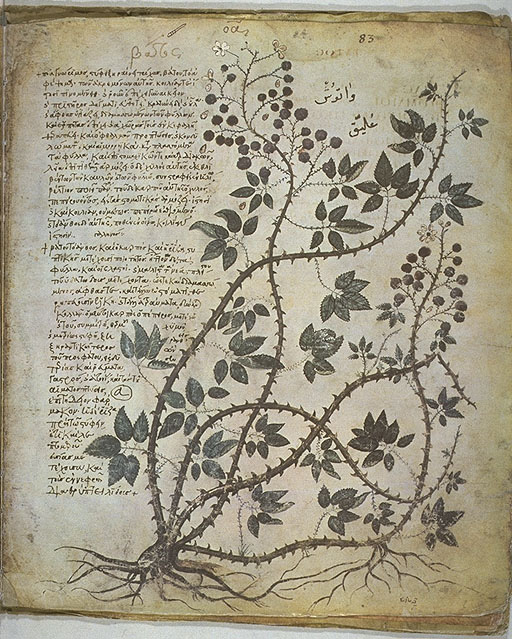
Vídeňský Dioskuridés, iluminovaný rukopis De materia medica od Dioscorida v řečtině z počátku 6. století, vzácný příklad pozdně antického vědeckého textu

Pozdní antika je pojem užívaný historiky k popisu doby přechodu od starověku ke středověku, ovšem jen v kontinentální Evropě, Středomoří a na Blízkém východě. V anglojazyčném světě pojem zpopularizoval Peter Brown ve svém díle Svět pozdní antiky (The World of Late Antiquity) z roku 1971. Přesné vymezení období je ale stále předmětem diskusí. Brown navrhuje vymezení 3. až 8. století. Za počátek období bývá považována takzvaná krize třetího století, která vedla k oslabení moci a kulturotvorného vlivu starověkého Říma. Určení konce období už bývá spornější. Za mezník je označován začátek muslimské (arabské) expanze v 7. století, arabské dobytí Sasánovské říše (651), období vlády Herakleiovců v Byzantské říši (610–711) nebo vznik Umajovského (tedy druhého) chalífátu roku 661. Navazujícím pojmem by měl být raný středověk.
Klíčovými událostmi pozdní antiky jsou nástup Diokleciána na římský trůn znamenající konec krize 3. století, rozdělení Římské říše na západní a východní část (později zvanou Byzantská říše), s postupně rostoucími rozdíly v kultuře obou celků, zejména po založení Konstantinopole v 5. století, nahrazení perské Parthské říše říší Sasánovskou, která pak vedla s Římem sérii válek, vyhlášení křesťanství za státní římské náboženství a postupné vítězství nikajské verze tohoto náboženství a porážka ariánství (viz první nikajský koncil), rostoucí role Kavkazu (Velká Arménie, Ibérské království), migrace Germánů, Hunů a Slovanů do Evropy, která narušila římskou nadvládu, mimo jiné vytvořením tzv. barbarských států, útoky Germánů na Řím (zejména vyplenění Říma Vizigóty roku 410 a Vandaly v roce 455), pád Západořímské říše, s významnou symbolickou rolí roku 476 (nástup prvního Germána, Odoakera, na římský trůn), postupné mísení antických, germánských a křesťanských tradic, které položilo kulturní základ středověké Evropy, dočasný vliv Byzance na západě v 6. století, zejména za císaře Justiniána I., první morové epidemie, arabské dobytí Persie, a tudíž pád Sasánovské říše a vytvoření prvního (rášidského) chalífátu (632), který Byzanci trvale odebral dvě třetiny území.
K diskutovaným otázkám tématu pozdní antiky, kromě samotného vymezení pojmu, patří, zda éra znamenala kulturní úpadek či nikoli, jaký byl vztah antiky a křesťanství (vytlačení, pohlcení, prolnutí, interakce?) či jakými mechanismy se politicko-vojenská moc Říma transformovala v „duchovní moc Říma“, neboli jak je možné, že vliv římských papežů přežil pád Římské říše.